# Goulven
Goulven is een gemeente in het Franse departement Finistère (regio Bretagne) en telt 447 inwoners (1999). De plaats maakt deel uit van het arrondissement Brest.

## Geografie
De oppervlakte van Goulven bedraagt 6,3 km², de bevolkingsdichtheid is 71,0 inwoners per km².
De onderstaande kaart toont de ligging van Goulven met de belangrijkste infrastructuur en aangrenzende gemeenten.

## Demografie
Onderstaande figuur toont het verloop van het inwonertal (bron: INSEE-tellingen).
1. ↑  Populations de référence 2022.